# Gouvernorat de Jerash
La gouvernorat de Jerash est une gouvernorat de la Jordanie.

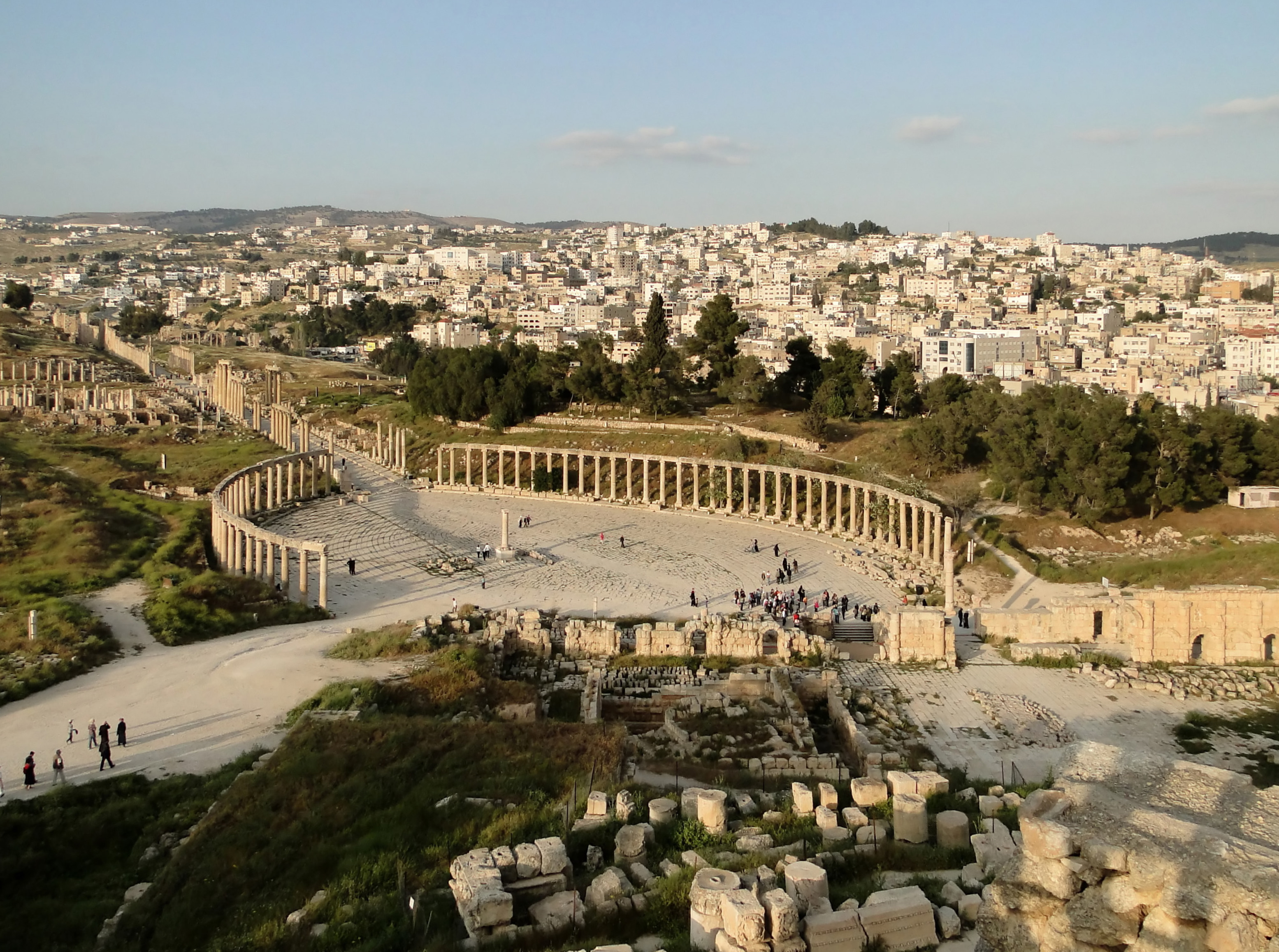
La ville de Jerash est la capitale du gouvernorat de Jerash.